# Azusa Yamauchi
Azusa Yamauchi, född 11 september 1998, är en japansk bågskytt. Hon deltog vid olympiska sommarspelen 2020.